# Bird City
Bird City è un comune degli Stati Uniti d'America, situato nello Stato del Kansas, nella contea di Cheyenne.